# Gerhard Klingenberg
 (28 juin 2024).
Gerhard Klingenberg, né Gerhard Schwabenitzky le 11 mai 1929 à Vienne et mort le 18 juin 2024 à Villach, est  est un acteur, metteur en scène et directeur de théâtre (intendant) autrichien. Il dirige le Burgtheater de Vienne de 1971 à 1976. Il participe également à des productions télévisées en tant qu'acteur, réalisateur et scénariste.

## Biographie
Gerhard Schwabenitzky naît le 11 mai 1929 à Vienne,,. Son père est issu d'une famille d'ouvriers d'origine polonaise et travaille pour Fiat, tandis que sa mère est née en Bohême. Après la Seconde Guerre mondiale, il suit des cours privés d'art dramatique à Salzbourg et est admis au séminaire Max Reinhardt ; il étudie également l'art dramatique et la mise en scène dans la classe d'art dramatique du conservatoire de Vienne. Il gagne de l'argent en tant qu'acteur auprès de la Landesbühne Burgenland ; cette activité étant interdite aux étudiants, il prend le nom de scène de Klingenberg, qu'il garde toute sa vie. À l'âge de 18 ans, il joue le rôle de Camille dans La Mort de Danton de Georg Büchner au Burgtheater de Vienne,.
En 1956, il est invité par Bertolt Brecht pour son Berliner Ensemble en Allemagne de l'Est, afin de travailler sur la première mondiale de son œuvre Les Jours de la Commune. Helene Weigel l'engage comme metteur en scène après la mort de Brecht. Comme il n'y trouve guère de travail, il travaille également pour Deutscher Fernsehfunk (DFF), où il réalise des pièces de théâtre pour la télévision et des enregistrements théâtraux. En 1959, il réalise la comédie policière Spuk in Villa Sonnenschein (de), première coproduction de la DEFA et du DFF. Peu après, Gerhard Klingenberg tourne la pièce de théâtre Was wäre, wenn... ? de Hedda Zinner. Après la construction du mur de Berlin en 1961, Klingenberg craint pour sa liberté de mouvement et choisit de retourner en Autriche,.
De 1962 à 1968, il dirige des pièces aux Städtische Bühnen de Cologne, au Schauspiel de Francfort et au Schauspielhaus de Hambourg, ainsi qu'au Schillertheater de Berlin, au Schauspielhaus de Düsseldorf, au Schauspielhaus de Zurich et au Münchner Kammerspiele. Sa première mise en scène au Burgtheater date de 1968, et il devient directeur du théâtre en 1971, poste qu'il occupe jusqu'en 1976. Il fait venir à Vienne des réalisateurs européens d'avant-garde, notamment Giorgio Strehler, Peter Hall, Luca Ronconi, Jean-Louis Barrault, Peter Wood, Roberto Guicciardini, Otomar Krejča et Claus Peymann,.
Il y met en scène Judith de Friedrich Hebbel avec Rolf Boysen [de] dans le rôle d'Holopherne en 1973, La Fortune et la Mort du roi Ottokar de Franz Grillparzer en 1976 avec Heinz Reincke dans le rôle-titre, souvent avec des analogies politiques à l'Europe divisée.
Gerhard Klingenberg retourne au Schauspielhaus Zürich où il est directeur de théâtre de 1977 à 1982, où il met en scène Guillaume Tell de Friedrich von Schiller et Romulus le Grand de Friedrich Dürrenmatt. Il est intendant au Renaissance-Theater de Berlin. Par la suite, il travaille comme metteur en scène indépendant.
Parallèlement à son travail théâtral, Gerhard Klingenberg participe à des productions télévisées en tant qu'acteur, réalisateur et scénariste. Il est l'auteur de livres tels que Das gefesselte Burgtheater (2003) et Aus vergangenen Burgtheater Tagen (2009), ainsi que d'une autobiographie, Kein Blatt vor dem Mund (1998).

### Famille et mort
Gerhard Klingenberg est le père du réalisateur Reinhard Schwabenitzky (en), qui est marié à l'actrice germano-autrichienne Elfi Eschke (en).
Il meurt à Villach le 18 juin 2024 à l'âge de 95 ans,,,.

## Films
Parmi les films de Gerhard Klingenberg, on peut citer :

### Allemagne de l'Est
- 1959: Spuk in Villa Sonnenschein (TV film)[4]
- 1960: Was wäre, wenn...?[4]
- 1961: Guten Tag, lieber Tag (also screenwriter)[4]
- 1961: Die heilige Johanna von Amerika (TV film)

### Allemagne de l'Ouest
- 1963: Der Mann aus England (TV film)
- 1963: Unterm Birnbaum (basé sur le roman éponyme, TV film)
- 1967: Das schwedische Zündholz (d'après une nouvelle d'Anton Chekhov, TV film) (également scénariste)
- 1967: Kabale und Liebe (d'après Cabale et Amour, TV film)[13]
- 1968: Der Tod des Handlungsreisenden (de) (based on Death of a Salesman, TV film)
- 1968: Tragödie auf der Jagd (based on The Shooting Party, TV film)
- 1969: Der Talisman (based on a play by Johann Nestroy, TV film)
- 1969: Das Interview (TV film)
- 1970: Ardèle oder Das Gänseblümchen (based on Ardèle ou la Marguerite, TV film)
- 1970: Friede den Hütten! Krieg den Palästen! (film about Georg Büchner and The Hessian Courier, TV film)
- 1976: Kabale und Liebe (d'après Cabale et Amour, TV film)
- 1977: Morgen (based on the short story To-morrow by Joseph Conrad, Swiss TV film)

## Récompenses
- 1964: Television Film Prize of the German Academy of Performing Arts for In the Matter of J. Robert Oppenheimer[3]
- 2000, 2009 (en or): Ordre du Mérite (Autriche)[2],[14],[15],[16]
- 2002: Prix Jakob Prandtauer pour la science et l'art[2]
- Décoration autrichienne pour la science et l'art[8]